# Justizirrtum
Justizirrtum ist ein allgemeinsprachlicher Begriff für Fehler der Justiz; eine juristische Definition gibt es nicht. Zu Unrecht Verurteilte werden als Justizopfer bezeichnet.
In der öffentlichen Wahrnehmung wird unter einem Justizirrtum in erster Linie eine strafrechtliche Verurteilung Unschuldiger verstanden. Nach juristischem Verständnis kommen Justizirrtümer, oder speziell Fehlurteile, darüber hinaus auch in anderen Rechtsbereichen wie dem Zivilrecht und dem öffentlichen Recht und in jedem Arbeitsgang der Justiz vor. Gründe für einen Fehler der Justiz können in einer unbeabsichtigten Fehlvorstellung der Richter, einer bewussten Irreführung der Richter durch Zeugen, Sachverständige, Anwälte oder sonstige Personen oder einem Verfahrensfehler liegen.
Die vorsätzlich falsche Anwendung des Rechts wird dagegen im Allgemeinen als Rechtsbeugung bezeichnet. Wenn durch solchen Rechtsmissbrauch die Todesstrafe verhängt und vollstreckt wird, wird dies vielfach Justizmord genannt. Von Kritikern der Todesstrafe wird auch die Hinrichtung irrtümlich Verurteilter häufig so bezeichnet.
Ein „Skandal im Bereich der Justiz, des Justizwesens“ wird Justizskandal genannt.

## Justizirrtümer im deutschen Rechtssystem

### Begrifflichkeit
Eine verbindliche Begriffsbestimmung des Begriffs Justizirrtum existiert nicht. Während nach juristischem Verständnis Justizirrtümer nicht nur im Strafrecht, sondern auch in jedem anderen Rechtsgebiet vorkommen können, bezieht sich die mediale Berichterstattung und die Wahrnehmung in der Öffentlichkeit ganz überwiegend – aber nicht ausschließlich – auf Fehlentscheidungen in Strafprozessen, die zu einer Verurteilung Unschuldiger führen.

### Abgrenzung zur Rechtsbeugung
Im Unterschied zur Rechtsbeugung, die ein Tatbestand des Strafgesetzbuchs (StGB) ist (§ 339 StGB) und vorsätzliches Handeln erfordert, setzt der Justizirrtum als Irrtum eine Fehlvorstellung des oder der Entscheidenden über die Wirklichkeit voraus. Die Fehlvorstellung kann in rechtlicher oder tatsächlicher Hinsicht, also entweder im Hinblick auf das anzuwendende Recht oder bezüglich der gerichtlich festgestellten Tatsachen bestehen.
Eine Schwierigkeit zur Abgrenzung von Justizirrtümern ergibt sich daraus, dass das Recht als Maßstab der Entscheidung notwendigerweise eine gewisse Unschärfe (Unbestimmtheit) aufweist, die bei seiner Anwendung (auch in der Feststellung eines Sachverhaltes mit Hilfe des Beweisrechts) sich noch vergrößert: Wenn der rechtliche Gehalt einer Regel feststeht, ist es häufig noch eine Frage der Anwendung durch die Entscheider, ob und welche Folgen die Regel für einen Fall hat. Zwischen dem Justizirrtum als Fehler und einer richtigen Entscheidung ergibt sich deshalb eine Grauzone.

### Fehlerkorrektur in der Justiz
Die Vermeidung von Justizirrtümern, ihre Aufdeckung und Korrektur der Entscheidung selbst oder wenigstens ihrer Folgen ist ein rechtliches Problem, dem viele Regeln gewidmet sind. Dazu gehören insbesondere das Beweisantragsrecht, die Rechtsmittel (Berufung und Revision), die sonstigen Rechtsbehelfe, das Recht der Wiederaufnahme und schließlich z. B. die Gesetzgebung zum Entschädigungsrecht.
Im Beweisrecht, in der Begrenzung von Rechtsbehelfen, im Recht der Wiederaufnahme und im Recht der Entschädigung sind Grenzen erkennbar, die sich auch eine zur Einsicht in die Fehlbarkeit ihrer Justiz bereite Gesellschaft wahrscheinlich auferlegen muss. So wird im Beweisrecht mit höchstrichterlicher Billigung für die richterliche Überzeugung und damit die Feststellung eines Sachverhaltes nur der sogenannte „Maßstab der praktischen Vernunft“ angelegt. Theoretische Zweifel müssen außer Acht bleiben. Bei den Rechtsbehelfen können und dürfen viele Entscheidungen nicht überprüft werden, weil z. B. Fristen versäumt wurden, Beschwergrenzen nicht erreicht werden oder sogar (z. B. im Ordnungswidrigkeitenrecht) eine Einzelfall-Fehlentscheidung vorliegt. Im Recht der Wiederaufnahme muss die Rechtskraft von Entscheidungen geschützt werden, weil ansonsten ein Anknüpfen an frühere Entscheidungen nicht möglich wäre. Und schließlich wird dem einzelnen im Entschädigungsrecht ein Opfer an die Gemeinschaft zugemutet, weil die vollumfängliche Entschädigung aller Fehler (etwa nach dem Prinzip der Totalreparation gem. § 249 BGB) die öffentliche Hand überfordern würde.
Die Gerichtsreporterin Sabine Rückert schrieb 2011:
Wie oft es in Deutschland tatsächlich zu Fehlurteilen aufgrund falscher Beschuldigungen kommt, wird nicht erforscht. Im Gegenteil – für Gerichte, Staatsanwaltschaften und sogar für die Wissenschaft sind Fehlleistungen der Strafjustiz kein Thema. Insgesamt bloß etwa 90 Wiederaufnahmen bei über 800.000 [Anm.: = nur etwa jeder 8.900. Fall] rechtskräftig erledigten Strafsachen zählt das Bundesjustizministerium pro Jahr. Die Zahl derer, die in unserem Land unschuldig verurteilt werden, dürfte allerdings erheblich höher liegen. Wie hoch, lässt sich daran ablesen, dass Zivilgerichte nach einem Schuldspruch im sich anschließenden Schadensersatzprozess in 30 bis 40 Prozent der Fälle zu einem anderen Urteil kommen als das zuvor damit befasste Strafgericht.
Bei einer Untersuchung von 7.482 Todesurteilen von 1973 bis Ende 2004 gelangten US-Forscher zu dem Schluss, mehr als 4 % der zum Tode verurteilten Straftäter seien unschuldig. Dabei bezogen sie sich auf Hochrechnungen aufgrund der Haftdauer und der Tatsache, dass 1,6 % der Todeskandidaten später offiziell entlastet wurden. Richter Antonin Scalia vom Obersten US-Gerichtshof hatte die Fehlerquote 2007 auf nur 0,027 % beziffert.
Deutlich weniger optimistisch schätzte Ralf Eschelbach, ehemaliger Richter am Bundesgerichtshof, die Lage ein. Im Jahr 2015 ging er davon aus, dass in Deutschland etwa jedes vierte Strafurteil fehlerhaft gefällt wurde. Zur Wiederaufnahme des Verfahrens kommt es jedoch nur bei einem winzigen Bruchteil dieser Fälle. Eschelbach benennt als Hauptfehlerquellen beispielsweise Irrtümer von Zeugen (z. B. bei der Identifizierung Verdächtiger) und falsche Geständnisse.
Seit 2020 bietet Projekt Fehlurteil und Wiederaufnahme in Deutschland eine Anlaufstelle für rechtskräftig verurteilte Personen, die von ihrer Unschuld überzeugt sind. Nach dem Vorbild des US-amerikanischen Innocence Projects prüft der Verein kostenfrei die Erfolgsaussichten eines Wiederaufnahmeantrags und vermittelt ehrenamtlich tätige Strafverteidigerinnen und Strafverteidiger für rechtlichen Beistand im Wiederaufnahmeverfahren.

### Wissenschaftliche Untersuchung von Justizirrtümern
Die wissenschaftliche Untersuchung von Justizirrtümern ist durch die Schwierigkeit der Abgrenzung zwischen tatsächlichen Fehlern und richtigen Entscheidungen behindert. Im Bereich des Strafprozessrechts hatte in Deutschland eine Untersuchung von Karl Peters, Fehlerquellen im Strafprozess, erheblichen Einfluss. Intensiv wird auch an der Validierung von Beweismitteln geforscht (Glaubwürdigkeitsforschung zur Zeugenaussage). Die Einführung von objektiven Beweismitteln (im Gemeinen Recht waren nur Beweise und Geständnis zulässige Beweismittel) bis hin zur DNA-Analyse ist vom Bemühen um die Vermeidung von Fehlern oder Aufdeckung von Fehlern gekennzeichnet (vgl. Todesstrafe). Ferner haben statistische Untersuchungen zum Aufdecken von Fehlern beigetragen (Häufigkeit der Verurteilung zum Tode in Abhängigkeit von der Hautfarbe usw.). Das Projekt Fehlurteil und Wiederaufnahme widmet sich neben der praktischen Arbeit in Wiederaufnahmeverfahren auch der Erforschung von Ursachen für Fehlurteile.

## Kritik am Justizsystem und Ursachen von Justizirrtümern
Einige Juristen, von denen einige selbst als Richter an deutschen Gerichten tätig sind oder waren, sehen die Ursache für Justizirrtümer in Deutschland vor allem im deutschen Justizsystem, wie aus den folgenden Zitaten hervorgeht:
- Heinrich Gehrke, Vorsitzender Richter am Landgericht Frankfurt am Main:

„Selbstkritik ist sicherlich das, was Richter am wenigsten haben. Es gibt natürlich auch viele Richter, die ihr Amt so verstehen, dass es einfach inakzeptabel ist, das Urteil zu kritisieren.“
- Thomas Darnstädt, Jurist, Buchautor, seit 1984 Redakteur und Ressortleiter bei Der Spiegel:

„Fehlerkultur gehört nicht zur Justiz, sondern das ganze System der dritten Gewalt besteht aus dem Selbstverständnis, dass man absolut und nicht hinterfragbare Wahrheiten verkündet. Wenn man das infrage stellen würde, dann käme dieses System der Justiz, das abschließende Urteile fällt, in Gefahr. Darauf ruhen sich natürlich alle möglichen Leute aus, die schlichtweg, man muss es so hart sagen, pfuschen.“
„Die Justiz hat etwas zu verbergen. Richter sind meiner Ansicht nach, von dem was sie da machen müssen, systematisch überfordert. Die Hauptarbeit ist rauszukriegen, wer hat was getan. Und das hat man nirgendwo gelernt. Kein Richter hat gelernt, wie man die Wahrheit herauskriegt. Kein Richter hat während seiner Ausbildung etwas über Zeugenvernehmung, über Psychologie, über Soziologie gelernt.“
- Gerhard Strate, prominenter Strafverteidiger, Spezialist für Wiederaufnahmeverfahren:

„Die Justiz will keine Wiederaufnahmen. Selbst wenn ein Wiederaufnahmegesuch bestens begründet ist, versuchen die mit der Wiederaufnahme befassten Gerichte immer irgendeinen Vorwand zu finden um diese Wiederaufnahme wegzudrücken. Die Justiz verteidigt die Rechtskraft eines einmal gesprochenen Urteils wirklich mit Zähnen und mit Klauen“
- Fazit der TV-Dokumentation Unschuldig hinter Gittern – weggesperrt und abgehakt am 2. Juni 2015:[17]

„Die häufigsten Gründe für Justizirrtümer: Erfolgsdruck, schlampige einseitige Ermittlungen, Ignoranz und Überforderung von Richtern sowie mangelnde Ausbildung. Und: Fehlende Selbstkritik: Wiederaufnahmeverfahren werden auch deshalb mit allen Mitteln verhindert. Und so wird es auch weiterhin zu Fehlurteilen kommen und in den meisten Fällen dabei bleiben, mit fatalen Folgen für die Opfer.“
- Egon Schneider, Richter am Oberlandesgericht Köln, danach als Rechtsanwalt tätig:

„Selbst wenn er [der Richter] grobe und gröbste Fehler begeht, ist er für die Folgen nicht verantwortlich. Dafür sorgt § 839 Abs. 2 S. 1 BGB und die schützende weite Auslegung dieser Vorschrift durch die Judikatur.“
„Die deutsche Elendsjustiz nimmt immer schärfere Konturen an. Der Niedergang der Rechtsprechung ist flächendeckend. Was mich persönlich am meisten erschüttert, ist der Mangel an Berufsethik und an fachlicher Scham.“
„Es gibt in der deutschen Justiz zu viele machtbesessene, besserwissende und leider auch unfähige Richter, denen beizukommen offenbar ausgeschlossen ist.“
„Eine crux unseres Rechtswesens ist das völlige Versagen der Dienstaufsicht gegenüber Richtern. Welche Rechtsverletzungen Richter auch immer begehen mögen, ihnen droht kein Tadel.“
- Wolfgang Nešković, ehemaliger Richter am Bundesgerichtshof:

„Der Tiefschlaf richterlicher Selbstzufriedenheit wird selten gestört. Kritik von Prozessparteien, Anwälten und Politikern prallt an einem Wall gutorganisierter und funktionierender Selbstimmunisierungsmechanismen ab. Die Kritik von Anwälten und Prozessparteien wird regelmäßig als einseitig zurückgewiesen, die von Journalisten mangels Fachkompetenz nicht ernst genommen und die von Politikern als Angriff auf die richterliche Unabhängigkeit denunziert. Es ist ein Phänomen unserer Mediendemokratie, dass ein Berufsstand, der über eine so zentrale politische, soziale und wirtschaftliche Macht verfügt wie die Richterschaft, sich so erfolgreich dem Prüfstand öffentlicher Kritik entzogen hat. Dabei hat die Richterschaft allen Anlass, in eine kritische Auseinandersetzung mit sich selbst einzutreten. Die Rechtsprechung ist schon seit langem konkursreif. Sie ist teuer, nicht kalkulierbar und zeitraubend. Nur noch 30 Prozent der Bevölkerung haben volles Vertrauen zur Justiz. Der Lotteriecharakter der Rechtsprechung, das autoritäre Gehabe, die unverständliche Sprache und die Arroganz vieler Richter(innen) im Umgang mit dem rechtsuchenden Bürger schaffen Misstrauen und Ablehnung.“
- Rolf Bossi, einer der bekanntesten Strafverteidiger Deutschlands:

„Etwas ist faul im Rechtsstaat Deutschland. Falsche Darstellungen von Zeugenaussagen, Indizien oder gutachterlichen Ausführungen durch die Richter sind ebenso verbreitet wie abenteuerliche Wege der Urteilsfindung. Die Folge sind skandalöse Fehlurteile und Justizopfer, die den Mühlen der Justiz wehrlos ausgeliefert sind, die noch heute von dem Rechtsverständnis der Nazi-Zeit geprägt ist.“
- Udo Hochschild, Richter am Verwaltungsgericht Dresden hält die Justiz für fremdbestimmt:

„Sie wird von einer anderen Staatsgewalt – der Exekutive – gesteuert, an deren Spitze die Regierung steht. Deren Interesse ist primär auf Machterhalt gerichtet. Dieses sachfremde Interesse stellt eine Gefahr für die Unabhängigkeit der Rechtsprechung dar. Richter sind keine Diener der Macht, sondern Diener des Rechts. Deshalb müssen Richter von Machtinteressen frei organisiert sein. In Deutschland sind sie es nicht.“
- Gerd Seidel, emeritierter Professor für Öffentliches Recht, führt in einem Artikel für die Zeitschrift Anwaltsblatt einige nach seiner Auffassung skandalöse Gerichtsverfahren und -entscheidungen auf, die wegen der richterlichen Unabhängigkeit ungeahndet blieben. Das Problem des willkürlichen Handelns einiger Richter werde nicht dadurch gemildert, dass zur Korrektur von offensichtlichen Fehlurteilen Rechtsmittel zur Verfügung stehen.[25]

## Strafvollzug und Justizirrtümer
Im Strafvollzug wird von der Richtigkeit des Urteils ausgegangen und somit werden auch die gegebenen Fakten nicht erneut überprüft. So erleiden Betroffene eines Justizirrtums besondere Benachteiligungen; denn wer eine schwere Straftat nicht gesteht und im Strafvollzug sich nicht einsichtig verhält, der wird in der Regel weder Vollzugslockerungen noch eine vorzeitige Entlassung unter Bewährungsauflagen erreichen. Im Fall Horst Arnold musste zum Beispiel der Insasse die gesamte Strafe absitzen, weil er wahrheitsgemäß die Tat bestritt und sich einer Therapie widersetzte.
Stellt sich nachträglich heraus, dass ein Justizirrtum vorliegt, so erhalten die Betroffenen proportional zur Haftdauer eine Entschädigung für die Haftzeit entsprechend den Bestimmungen des Gesetzes über die Entschädigung für Strafverfolgungsmaßnahmen (StrEG). Von dieser Summe wird eine Pauschale für die tägliche Verpflegung abgezogen. Die Entschädigung beträgt zurzeit für den Schaden, der nicht Vermögensschaden ist, 75 EUR pro Hafttag. In Österreich bekommt man im Falle des erwiesenen Justizirrtums zwischen 20 und 50 Euro pro Tag an Haftentschädigung.

## Justizirrtümer in der Schweiz
Die Hinrichtung von Johann Heinrich Waser wegen der Veröffentlichung angeblich geheimer Statistiken wurde in Europa als Justizskandal aufgefasst.
Gemäß einer Studie der Universität Zürich wurden zwischen 1995 und 2004 in der Schweiz 237 rechtskräftige Strafurteile oder -befehle erst in Wiederaufnahmeverfahren aufgehoben. Darunter waren 12 Fälle mit einem Strafmass von mehr als 2 Jahren Gefängnis.
Bekannt wurde in jüngerer Zeit vor allem der Fall Werner Ferrari. Er wurde 1995 wegen fünffachem Kindesmords zu einer lebenslänglichen Haftstrafe verurteilt. Aufgrund neuerer Untersuchungen wurde er 2007 bezüglich des fünften Mordes freigesprochen, was allerdings am gesamten Strafmaß nichts änderte.

## Justizirrtümer anderswo
Beispiele:
- Marvin Haynes, USA, als Farbiger mit 16 inhaftiert, verurteilt wegen Mordes, am 13. Dezember 2023 wurde über seine Freilassung mit 35 nach fast 20 Jahren Haft in Minnesota berichtet. Nach Verfahrenswiederaufnahme freigesprochen, weil Zeugenaussagen nicht zu seinem Aussehen passten, die Polizei inkorrekt ermittelte. „Great North Innocence Project“ prangt auf seinem Sweater.[29]

## Spielfilme
- Sacco und Vanzetti, Italien, Frankreich 1971
- Der Fall Maurizius, Deutschland (TV) 1981
- Im Namen des Vaters, Großbritannien 1993
- Auf der Flucht, USA, 1993
- Die Verurteilten, USA 1994
- 14 Tage lebenslänglich, Deutschland 1997
- The Green Mile, USA 1999
- Ein wahres Verbrechen, USA 1999
- Die Geschworene, Österreich 2007 (in Anlehnung an den Fall Tibor Foco)
- Tatort: Nachtkrapp, Deutschland 2012
- Unter Anklage: Der Fall Harry Wörz, Deutschland 2014